# Мартен ван дер Лінден
Мартен ван дер Лінден (нід. Maarten van der Linden, 9 березня 1969) — нідерландський академічний веслувальник.
Срібний призер Олімпійських Ігор 1996 року в складі парної двійки легкої ваги, учасник 2000 року.